# Eni
Eni je nadnárodní ropná společnost se sídlem v Itálii. Patří mezi největší soukromé ropné společnosti na světě. Společnost podniká v 85 státech světa. Společnost se zabývá hlavně těžbou ropy a zemního plynu, ale také zpracováním a distribucí ropných produktů nebo výrobou elektrické energie.
Společnost těžila v roce 2011 ropu a zemní plyn zejména na pevnině a v pobřežních vodách Egypta (14,9% produkce), Itálie (11,8%), Nigérie (10,1%), Norska (8,3%), Libye (7,1%), Konga (6,8%) a Kazachstánu (6,7%). V České republice působí hlavně prostřednictvím dceřiné společnosti Eni Česká republika,s.r.o., která zde provozuje více nez 100 čerpacích stanic pod značkou Agip. Eni také vlastí 32,4% podíl ve společnosti Česká rafinérská.
Společnost vznikla v roce 1953 jako státní společnost Ente Nazionale Idrocarburi. V letech 1995–2001 byla společnost zprivatizována (od té doby již používá jako firmu pouze Eni). Akcie společnosti jsou obchodovány na Milánské burze a New York Stock Exchange. Největším akcionářem je k 31.12.2011 s 26,4% podílem italská polostátní banka Cassa Depositi e Prestiti, 9,6% drží samotná společnost Eni a 3,9% podíl pak italské ministerstvo financí.